# Ringer-Weltmeisterschaften 1975
Die Ringer-Weltmeisterschaften 1975 fanden vom 11. bis zum 18. September 1975 im Sportpalast in Minsk statt. Es wurde sowohl im griechisch-römischen als auch im freien Stil gerungen. Die Ringer wurden in jeweils zehn Gewichtsklassen unterteilt.

## Griechisch-römisch
Die Wettkämpfe im griechisch-römischen Stil fanden vom 11. bis zum 14. September 1975 statt. Abgesehen von den Bulgaren Kamen Losanow Goranow und Alexandar Tomow holten sich die Ringer aus der gastgebenden Sowjetunion alle anderen acht verbliebenen Goldmedaillen. Einzig Nikolai Balboschin konnte sich mit einem vierten Platz in der Gewichtsklasse -100 kg nicht auf den Medaillenrängen platzieren. Neben den deutschen Medaillengewinnern belegten noch Dieter Heuer als Vierter in der Gewichtsklasse -90 kg und Heinz-Helmut Wehling als Sechster in der Gewichtsklasse -68 kg für die DDR sowie Thomas Passarelli als Sechster in der Gewichtsklasse -62 kg für Deutschland Ränge unter den besten Sechs.

### Medaillengewinner
| Klasse  | Gold                   | Silber                  | Bronze               |
| ------- | ---------------------- | ----------------------- | -------------------- |
| -48 kg  | Wladimir Subkow        | Gheorghe Berceanu       | Stefan Angelow       |
| -52 kg  | Witali Konstantinow    | Bilal Tabur             | Baek Seung-hyun      |
| -57 kg  | Farchat Mustafin       | Józef Lipień            | Pertti Ukkola        |
| -62 kg  | Nelson Dawidjan        | Kazimierz Lipień        | László Réczi         |
| -68 kg  | Schamil Chissamutdinow | Andrzej Supron          | Binjo Tschifudow     |
| -74 kg  | Anatoli Bykow          | Janko Schopow           | Mihály Toma          |
| -82 kg  | Anatoli Nasarenko      | Ion Enache              | Adam Ostrowski       |
| -90 kg  | Waleri Resanzew        | Stojan Nikolow          | Fred Theobald        |
| -100 kg | Kamen Losanow Goranow  | Fredi Albrecht          | Andrzej Skrzydlewski |
| +100 kg | Alexandar Tomow        | Oleksandr Koltschynskyj | Roman Codreanu       |

### Medaillenspiegel
| Rang | Land           | Gold | Silber | Bronze |
| ---- | -------------- | ---- | ------ | ------ |
| 1    | Sowjetunion    | 8    | 1      | 0      |
| 2    | Bulgarien      | 2    | 2      | 2      |
| 3    | Polen          | 0    | 3      | 2      |
| 4    | Rumänien       | 0    | 2      | 1      |
| 5    | DDR            | 0    | 1      | 0      |
|      | Türkei         | 0    | 1      | 0      |
| 7    | Ungarn         | 0    | 0      | 2      |
| 8    | BR Deutschland | 0    | 0      | 1      |
|      | Finnland       | 0    | 0      | 1      |
|      | Südkorea       | 0    | 0      | 1      |

## Freistil
Die Wettkämpfe im Freistil fanden vom 15. bis zum 18. September 1975 statt. Neben den deutschen Medaillengewinnern belegten aus Deutschland Willi Heckmann in der Gewichtsklasse -48 kg und Peter Neumair in der Gewichtsklasse -90 kg sowie Helmut Strumpf aus der DDR in der Gewichtsklasse -62 kg jeweils den sechsten Platz.

### Medaillengewinner
| Klasse  | Gold                   | Silber                     | Bronze             |
| ------- | ---------------------- | -------------------------- | ------------------ |
| -48 kg  | Hassan Issaew          | Anatoli Charitonjuk        | Kim Hwa-kyung      |
| -52 kg  | Yūji Takada            | Telman Paschajew           | Dimitar Filipow    |
| -57 kg  | Masao Arai             | Wladimir Jumin             | Micho Dukow        |
| -62 kg  | Dsewegiin Oidow        | Theodule Toulotte          | Yang Jung-mo       |
| -68 kg  | Pawel Pinigin          | Tsedendambyn Natsagdordsch | Ismail Juseinow    |
| -74 kg  | Ruslan Aschuralijew    | Mansour Barzegar           | Jiichirō Date      |
| -82 kg  | Adolf Seger            | Ismail Abilow              | Vasile Iorga       |
| -90 kg  | Lewan Tediaschwili     | Horst Stottmeister         | Schukri Ljutwiew   |
| -100 kg | Chorloogiin Bajanmönch | Harald Büttner             | Wladimir Guljutkin |
| +100 kg | Soslan Andijew         | Roland Gehrke              | Heinz Eichelbaum   |

### Medaillenspiegel
| Rang | Land           | Gold | Silber | Bronze |
| ---- | -------------- | ---- | ------ | ------ |
| 1    | Sowjetunion    | 4    | 3      | 1      |
| 2    | Mongolei       | 2    | 1      | 0      |
| 3    | Japan          | 2    | 0      | 1      |
| 4    | Bulgarien      | 1    | 1      | 4      |
| 5    | BR Deutschland | 1    | 0      | 1      |
| 6    | DDR            | 0    | 3      | 0      |
| 7    | Frankreich     | 0    | 1      | 0      |
|      | Iran           | 0    | 1      | 0      |
| 9    | Südkorea       | 0    | 0      | 2      |
| 10   | Rumänien       | 0    | 0      | 1      |